# Canarieae
Canarieae es una tribu de plantas de flores perteneciente a la familia Burseraceae. Tiene los siguientes géneros.

## Géneros
- Canarium
- Dacryodes
- Haplolobus
- Pseudodacryodes
- Rosselia
- Santiria
- Scutinanthe
- Trattinnickia